# Deportazione dei carabinieri romani

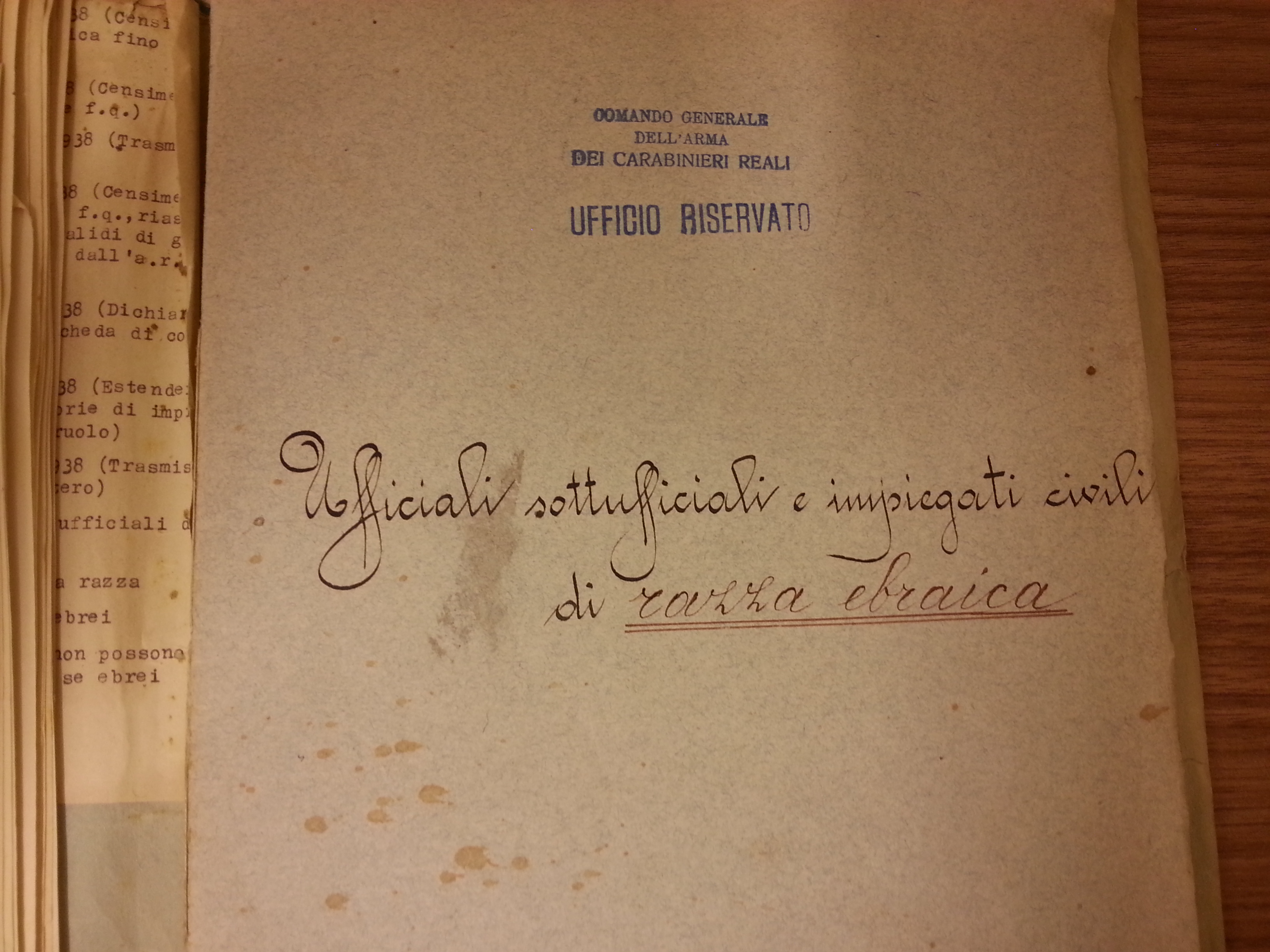
La copertina della raccolta delle schede identificative della "razza"

La locuzione deportazione dei carabinieri romani si riferisce alla deportazione da Roma in Germania di circa 2500 componenti dell'arma dei carabinieri. Ciò avvenne a seguito dell'operazione del 7 ottobre 1943 con la quale SS e paracadutisti tedeschi, su ordine di Herbert Kappler (capo delle forza di occupazione nazista a Roma), e militi repubblichini e Camicie Nere di Mussolini, su ordine di Rodolfo Graziani (Ministro per la Difesa Nazionale della Repubblica Sociale Italiana), disarmarono e imprigionarono in caserme migliaia di carabinieri romani in servizio. Per un provvidenziale passaparola, molti di essi furono avvertiti e sfuggirono alla cattura. L'ordine di Graziani fu dato al Generale di Brigata Casimiro Delfini, comandante generale pro-tempore dell'Arma dei Carabinieri, e al suo collega Umberto Presti, comandante della Polizia dell'Africa Italiana (P.A.I.). I prigionieri portati in Germania ebbero lo status giuridico particolare di internato (IMI, Internati Militari Italiani) in condizioni di detenzione più afflittive rispetto a quello riservato ai prigionieri di guerra, che erano tutelati dalla Convenzione di Ginevra e avevano diritto all'assistenza della Croce Rossa. L'operazione intendeva facilitare il rastrellamento del ghetto ebraico che avvenne il 16 ottobre 1943.

## Contesto storico
Dopo l'Armistizio di Cassibile, le forze germaniche occuparono Roma. Heinrich Himmler incaricò il colonnello delle SS (Schutzstaffel) Herbert Kappler, capo delle forza di occupazione nazista a Roma e, di fatto, anche della polizia fascista, di catturare e deportare gli ebrei italiani (operazione rimandata fino a quel momento per un atteggiamento ritenuto poco determinato delle autorità italiane: fino all'emanazione delle leggi razziali, il regime non assunse posizioni antisemite né antisioniste; il censimento dei militari iniziò dopo tale data), cominciando da Napoli. Qui, però, a causa di un rastrellamento, la città era insorta e i carabinieri avevano combattuto a fianco della popolazione. I tedeschi avevano dovuto ritirarsi prima dell’arrivo degli anglo-americani e lo stesso sarebbe potuto accadere a Roma, dove il sentimento antitedesco dei carabinieri era già noto. Kappler rinviò quindi l'operazione prevista per il Ghetto ebraico di Portico di Ottavia.  In particolare, i carabinieri sfuggivano al controllo autoritario fascista, tanto che la stampa di regime espresse ripetute riserve sulla loro affidabilità. Anche se, in quanto organo di polizia, per le convenzioni internazionali in vigore, l'Arma era dovuta passare agli ordini della potenza occupante, fin dall'inizio aveva rifiutato di essere impiegata nelle esecuzioni capitali ed era rimasta l'unica forza a limitare gli eccessi dei tedeschi sulla popolazione. 

### Svolgimento dell'azione
Temendo che la fedeltà al Re, e non al fascismo, dei militari dell'Arma, e la confidenza in questa della popolazione, potessero ostacolare il rastrellamento, Kappler aveva richiesto la neutralizzazione preventiva dei carabinieri in servizio alle Stazioni della città. I suoi superiori però gli ordinarono di procedere senza indugio contro gli ebrei. L'intervento in suo aiuto del generale Rodolfo Graziani, ministro della RSI (forse dettato dal ruolo che l’Arma aveva avuto nell’arresto e detenzione del duce e quindi nella caduta del regime fascista) fu decisivo. Il rastrellamento del Ghetto, previsto per il 25 settembre 1943, fu differito così al 16 ottobre. 
Con protocollo riservato n. 269 del 6 ottobre 1943, indirizzato ai generali Delfini e Presti, Graziani ordinò il disarmo, entro la notte stessa, dei carabinieri reali in servizio alle Stazioni della capitale con l'immediata sostituzione da parte della Polizia dell'Africa italiana (P.A.I.), la contestuale consegna in caserma dei medesimi, sotto custodia della P.A.I., la consegna degli ufficiali nei propri alloggi a pena di esecuzione sommaria e di arresto delle famiglie. Come nella consuetudine gerarchica militare, l'ordine fu reiterato dal generale Delfini, articolato per l'esecuzione dettagliata da parte di tutti i comandi dell'Arma nella capitale, con foglio n. 1/1 di protocollo riservato del 6 ottobre 1943. Esaminando i due documenti, si nota l'uso di carta non intestata e alcune inesattezze nella battitura, come se a occuparsene fosse stato, per mantenere la massima riservatezza, personale meno uso alla macchina per scrivere. Nel secondo, in particolare, è rivelatorio il numero "1/1" (cioè il primo foglio della prima pratica impiantata in quell'anno), come se, fino a quella data, il Comando generale non avesse avuto alcuna attività burocratica, ipotesi questa del tutto improbabile. È ipotizzabile pertanto che, per mantenere l'assoluta segretezza, sia stata attribuita una classificazione arbitraria.
Così disponendo, la mattina del 7 ottobre i militari presenti vennero disarmati (le armi ritirate furono consegnate al Comando tedesco a Castro Pretorio), arrestati e detenuti nelle caserme allievi, sotto la custodia dei paracadutisti tedeschi che avevano l'ordine di far fuoco contro chiunque tentasse di evadere. L'intera operazione fu coordinata da dieci ufficiali dell'Arma alle dirette dipendenze dell'Autorità tedesca. Infine, con trenta autocarri tedeschi, i militari furono trasportati alle stazioni Ostiense e Trastevere per essere trasferiti in Germania. Come richiesto nell'ordine, alle 8 del mattino del 7 ottobre, nessun militare dell'Arma avrebbe dovuto fare servizio in Roma. 
Numerose sono le testimonianze di liberazioni avvenute durante la detenzione momentanea, per effetto di ordini venuti dalle massime autorità, per diversi motivi. La contabilità finale non è certa: si va dai millecinquecento uomini risultanti dalla memoria di Delfini, ai duemila riportati dal generale Filippo Caruso, organizzatore del Fronte Militare Clandestino dei Carabinieri (F.M.C.C., detto anche Fronte clandestino di resistenza dei carabinieri), ai duemilacinquecento riferiti negli archivi tedeschi..
Dell'avvenuto ricambio fu infine data assicurazione dal generale Presti al generale Stahel, comandante delle forze tedesche in Roma, con lettera dell'8 ottobre.

### Esiti giudiziari al termine del conflitto
Processato dal Tribunale Militare di Roma (composto da alti ufficiali), il generale Graziani motivò la necessità del suo ordine con le sempre più numerose diserzioni tra le file dell'Arma romana fin dai primi giorni di ottobre, sintetizzando il suo pensiero nella disposizione da lui firmata al primo capoverso: "(...) inefficienza numerica morale e combattiva dell'Arma dei CC Reali (...)".  Inizialmente condannato a diciannove anni, condonati a quattro anni e cinque mesi, e rimesso in libertà il 29 aprile 1950 avendo già scontato tre anni e due mesi, fu quindi assolto con sentenza del 2 maggio 1950, sia per il disarmo dei carabinieri che per il trasferimento degli ufficiali al nord (in quest'ultimo caso per non aver commesso il fatto). 
Il generale Delfini giustificò il suo comportamento sostenendo che, in caso di sabotaggio del rastrellamento, i tedeschi avrebbero attuato feroci rappresaglie anche sulle famiglie dei militari medesimi, e che l'iniziale accordo di trasferimento forzato dei carabinieri nelle caserme del nord Italia, fu unilateralmente modificato dai tedeschi con la deportazione in Germania. Fu assolto per insufficienza di prove. In appello, Delfini ottenne la modifica della motivazione in "perché il fatto non è previsto dalla legge come reato", con sentenza del 13 gennaio 1948.